# Kammer 2 von Seeburg

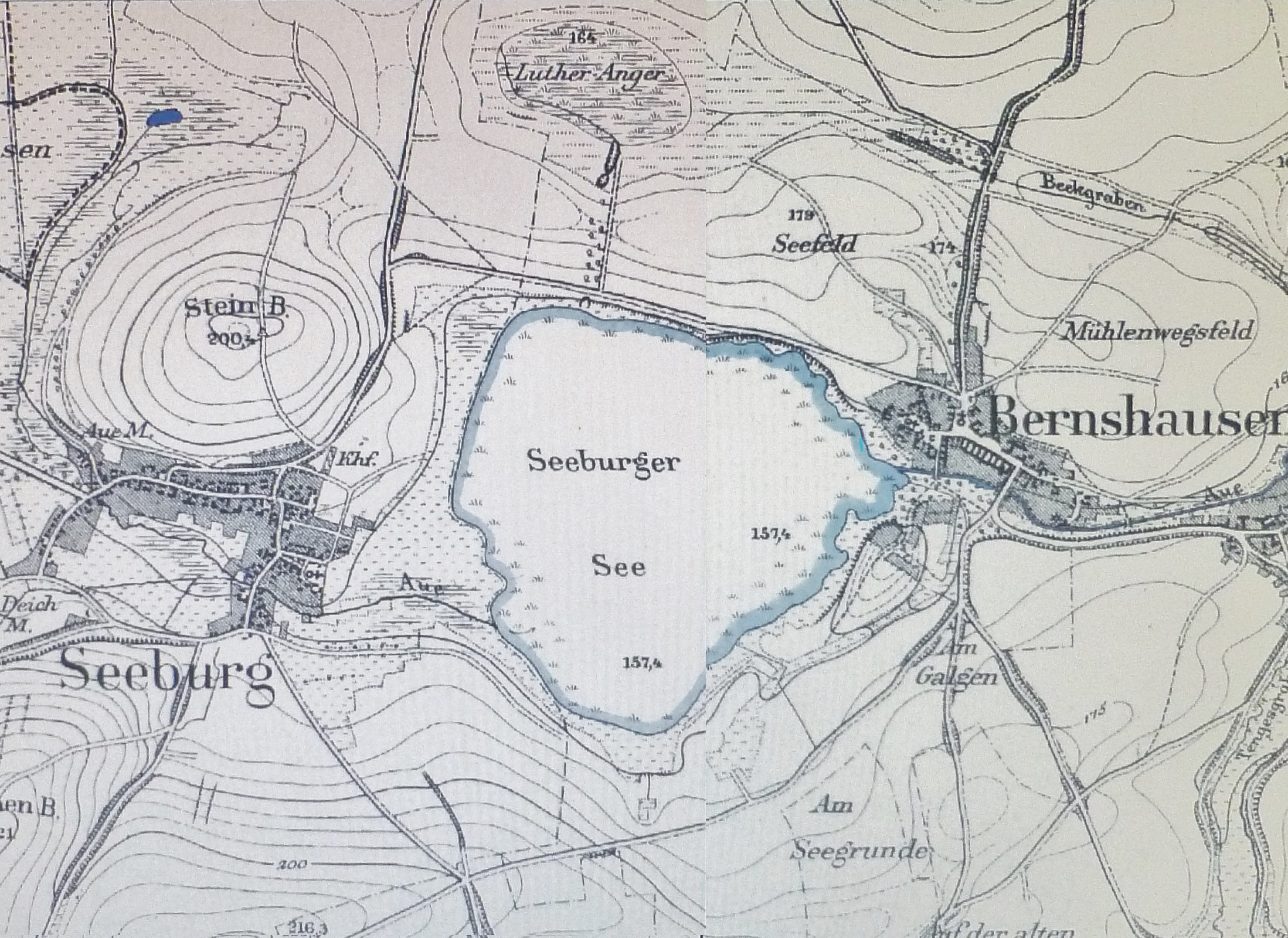
Landesaufnahme 1878 Seeburg

Die von Walther Schulz 1926 ausgegrabene Kammer 2 von Seeburg im Landkreis Mansfeld-Südharz in Sachsen-Anhalt liegt unter einer Felsplatte aus Kohlenquarzit. In seiner Bauweise ist das Grab von Seeburg im Mittelelbe-Saale-Gebiet ohne Parallele. Ulrich Fischer weist darauf hin, dass es beinahe ein mitteldeutsches Felsengrab zu sein scheint.
Die unförmige, steinumsetzte, gepflasterte Kammer ragt im Westen unter der Felsplatte hervor und wurde dort vermutlich von einer kleineren, abnehmbaren Steinplatte bedeckt, die den Zugang bildete.
Teilweise durcheinanderliegende Skelettreste von acht Individuen, darunter auch ein Ost-West orientierter Hocker wurden gefunden. Im Westen lag eine auf dem Bauch liegende Bestattung mit angehockten Beinen, etwa 25 cm über dem Pflaster.
Als Beigaben wurden ein Feuersteinabschlag, zwei unverzierte Opperschöner Kannen, eine Walternienburger Tasse und ein Tierunterkiefer gefunden.
Die Opperschöner Kannen sprechen für die Salzmünder Kultur, deren typische Form sie darstellen. Die Walternienburger Tasse und die kollektive Bestattungsweise weisen in den Bereich der Walternienburg-Bernburger Kultur, so dass dieses Grab Hinweise zu beiden Kulturen zeigt, und keiner der beiden eindeutig zugewiesen werden kann.
Über Seeburg 1 (Fundplatz Triften) liegen keine genaueren Angaben vor.